# Лунный корабль
Лунный корабль (ЛК), по заводской нормали 11Ф94 — спускаемый аппарат, космический корабль-часть пилотируемого экспедиционного комплекса Л3, разработанный в КБ Королёва в рамках советской лунно-посадочной программы для высадки на поверхность Луны космонавта.
Предполагалось, что экспедиция на Луну будет осуществляться с использованием комплекса Л3, состоящего из орбитального корабля 7К-ЛОК и посадочного корабля ЛК. Для запуска комплекса разрабатывалась ракета-носитель Н-1. В связи с тем, что грузоподъёмность этой ракеты была меньше американской ракеты-носителя «Сатурн-5», советский лунный корабль уступал по характеристикам американскому ЛМ, в частности пришлось отказаться от первоначальной идеи экипажа в два человека и ограничиться только одним космонавтом. В пилотируемых экспедициях за месяц до полёта на Луну комплекса Л3 с космонавтами планировалась доставка на поверхность Луны другим комплексом Л3 в автоматическом режиме запасного корабля ЛК-Р, который вместе с луноходами также служил бы радиомаяком.

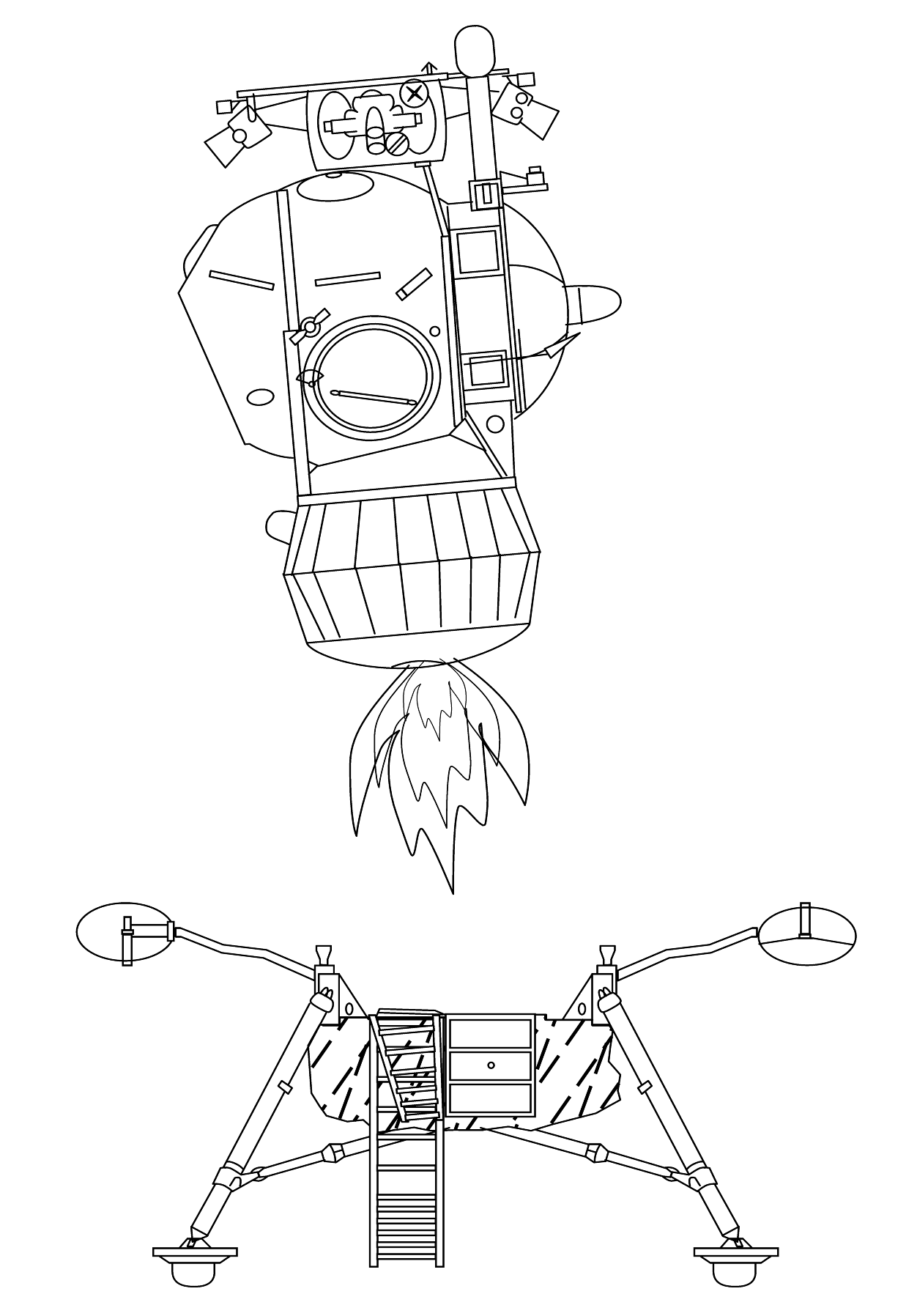
Предполагаемый взлёт лунного корабля

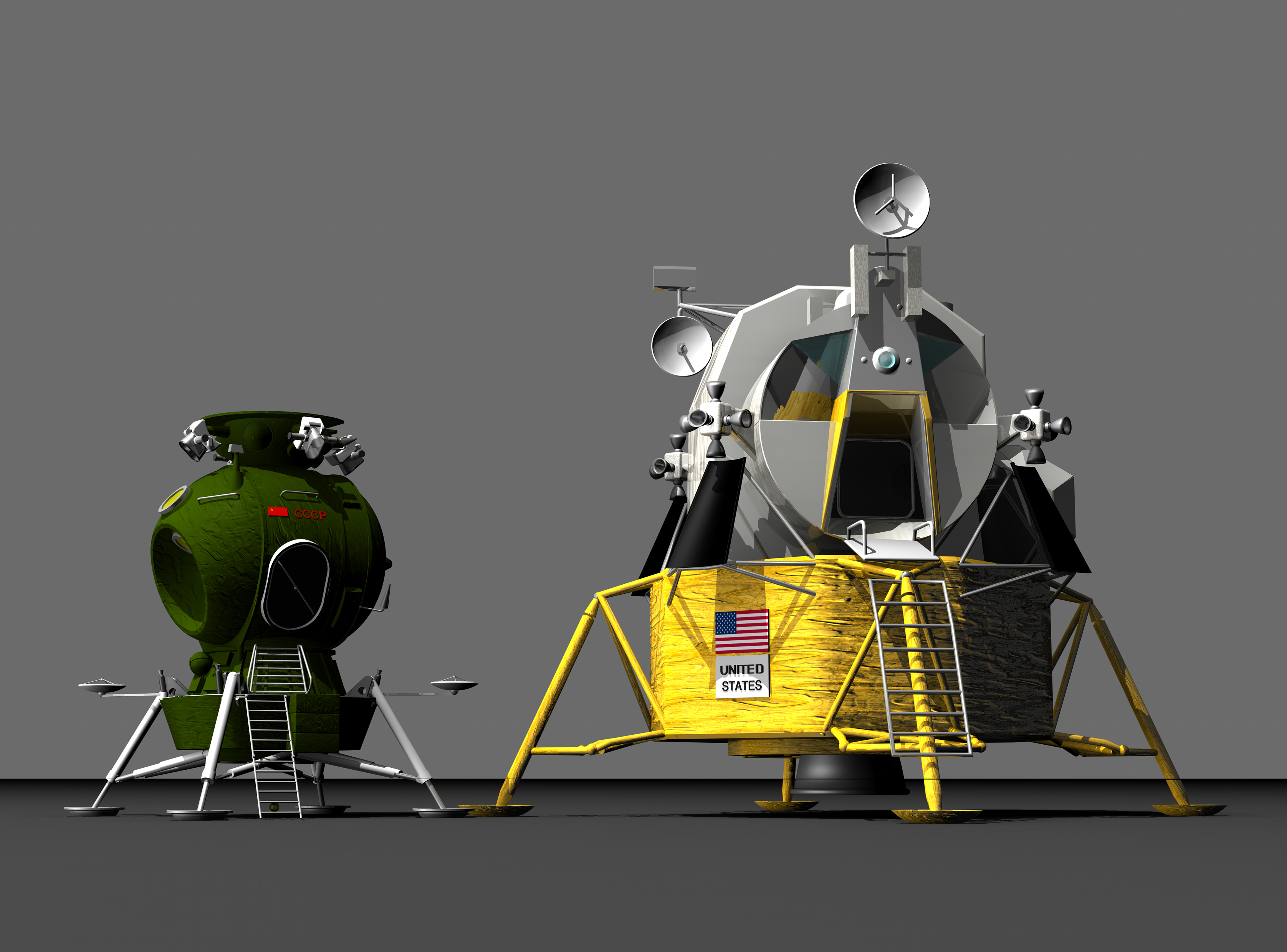
Сравнение ЛК с американским ЛМ на рисунке

## Конструкция
Лунный корабль ЛК состоял из герметичной кабины космонавта, отсека с двигателями ориентации с пассивным агрегатом стыковки, приборного отсека, лунного посадочного агрегата (ЛПА) и ракетного блока Е. Электроснабжение ЛК осуществлялось химическими аккумуляторами, установленными снаружи на раме ЛПА и в приборном отсеке. Система управления строилась на базе бортовой цифровой вычислительной машины и имела ручную систему управления, позволявшую космонавту самостоятельно выбирать место посадки визуально через специальный иллюминатор. ЛПА имел четыре ноги-опоры с сотовыми поглотителями излишней вертикальной скорости посадки и оставался на Луне при возвращении ЛК на лунную орбиту для стыковки с ЛОК.
ЛК стыковался к ЛОК, но в конструкции не было внутреннего люка-лаза, поэтому переход космонавта должен был происходить через открытый космос в скафандре «Кречет».

## Испытательные полёты
ЛК был трижды запущен в беспилотном варианте Т2К на орбиту Земли. Первый запуск, «Космос-379», состоялся 24 января 1970 года, второй, «Космос-398», — 21 февраля 1971 года, и третий, «Космос-434», — 12 августа 1971 года; для запусков использовалась ракета-носитель «Союз-Л». Все три полёта прошли успешно, было принято решение, что ЛК готов для пилотируемых полётов.

## Отмена проекта
Высадка американцев на Луну в 1969 году обозначала проигрыш СССР в лунной гонке, однако работы по проекту шли до начала 1970-х гг. Неудачные испытания ракеты Н-1 привели в конечном итоге к закрытию советской лунной программы.

## Местонахождение
Существует пять Лунных кораблей разной степени готовности, они находятся при Московском авиационном институте, РКК Энергия в Королёве, академии Можайского в Санкт-Петербурге, Тамбовском арсенале и филиале университета им. Баумана в Орево.

## В культуре
- В фильме Аполлон 18 (2011) экипаж американского лунного модуля «Либерти» миссии «Аполлон-18», прилунившийся 25 декабря 1974 года на Южном полюсе Луны, обнаруживает на следующий день советский лунный корабль, который указан как лунный модуль «Протон», и погибшего советского космонавта. Из-за аварии «Либерти» астронавты решают воспользоваться советским лунным кораблём, с целью подлететь к находившемуся на лунной орбите командному модулю «Фридом» и перейти в него через открытый космос. До старта один из астронавтов погибает, а второму удаётся запустить ЛК. Попытка оканчивается столкновением и гибелью обоих астронавтов.
- В фильме Падший предвестник[англ.] (2015) показана катастрофа побывавшего на Луне лунного корабля с космонавтом Sergei Petrova (sic!) на борту 25 июня 1982 года, вошедшего в плотные слои атмосферы Земли и упавшего в Беринговом море в точке с координатами 58°07′19″ с. ш. 178°36′11″ в. д.HGЯO.
- В 1-м эпизоде сериала Ради всего человечества (2019) показана высадка на Луну 26 июня 1969 года советского космонавта Алексея Леонова. Указано, что полёт был осуществлён с помощью ракеты Н-1.